# AMD K6-III

Blockdiagramm der Architektur des AMD K6-III.

Der K6-III ist ein x86-Mikroprozessor von AMD. Er gehört zu den schnellsten für den Sockel 7 verfügbaren Prozessoren. Auf seiner Basis wurden auch der K6-2+ und der K6-III+ entwickelt.

## Technik
Wie sein Vorgänger K6-2 verfügt auch der K6-III über 64 KiB L1-Cache. Beim L2-Cache war der K6-2 aber noch auf den verhältnismäßig langsamen und nicht exklusiv angebundenen Cache auf der Hauptplatine angewiesen, was gegenüber dem Intel Pentium II und dem Mendocino-Celeron von Intel Performance-Nachteile mit sich brachte. AMD entschied sich deshalb beim K6-III, dem L1-Cache einen mit vollem CPU-Takt betriebenen und exklusiv angebundenen L2-Cache auf dem CPU-Chip zur Seite zu stellen. Der K6-III degradierte den Cache auf der Hauptplatine sozusagen vom L2-Cache (beim AMD K6, AMD K6-2, Cyrix 6x86 und Pentium) zum L3-Cache.
Zudem kann der L2-Cache des K6-III Speichereinträge aus dem gesamten 4 GiB großen Adressraum zwischenspeichern. Man spricht auch von einer Cacheable Area von 4 GiB. Aufgrund technischer und marktstrategischer Beschränkungen vieler Sockel-7-Hauptplatinen und -Chipsätze ist diese Cacheable Area bei den Caches auf der Hauptplatine selten größer als 512 MiB, meist nur 256, 128 oder gar – wie im Falle des Sockel-7-Chipsatzes i430TX von Intel – nur 64 MiB. Wird der Speicher über die Grenze der Cacheable Area hinaus ausgebaut, bricht noch beim K6-2 die Gesamtperformance des Systems erheblich ein. Da beim Einsatz eines K6-III der Cache auf der Hauptplatine aber zum L3-Cache wird, sind derartige Einbrüche beim K6-III praktisch nicht mehr messbar.
Mit 21,4 Millionen Transistoren war der K6-III für die 1999 verfügbare Technologie eine Herausforderung. Der Chip war sehr groß, die Ausbeute dementsprechend niedrig und der Betrieb mit mehr als 450 MHz nur selten stabil möglich, weshalb der K6-III auch nur mit einer maximalen Taktfrequenz von 450 MHz angeboten wurde.
Dessen ungeachtet verkaufte er sich aber recht gut. Insbesondere als Upgrade-CPU war der K6-III sehr beliebt, da sich mit ihm auch auf älteren Hauptplatinen teilweise erhebliche Geschwindigkeitssteigerungen erzielen ließen. Dem kam AMD durch den Umstand entgegen, dass der K6-III die Multiplikatoreinstellung 2 als Multiplikator 6 interpretiert. Auch gab es im Fachhandel spezielle CPU-Adapter-Sockel mit eigenen Spannungswandlern und Jumpern zur Einstellung der Multiplikatoren. Mit Hilfe solcher Zwischensockel – ggfs. auch durch Umbauten – konnte ein K6-III mit 400 MHz auf fast allen Sockel-7- oder gar auf Sockel-5-Hauptplatinen betrieben werden, sofern das BIOS es erlaubte. Für Hauptplatinen, deren Hersteller offiziell keine Unterstützung boten, behoben Technik-Enthusiasten dieses Manko in den BIOS über sogenannte inoffizielle Patches teilweise auch selbst.

## Konkurrenz und Marktsituation
Als Konkurrenzprodukt brachte Intel den Pentium III auf den Markt, eine überarbeitete Version des Intel Pentium II. Der wesentliche Unterschied war die Einführung der Befehlssatzerweiterung KNI („Katmai new instruction“), die später zunächst unter der Bezeichnung ISSE firmierte und schließlich nur noch SSE genannt wurde. Wie bei der Einführung von MMX brachte auch SSE zunächst keinerlei Vorteile, da Software, die Geschwindigkeitsvorteile aus dieser Befehlssatzerweiterungen hätte ziehen können, erst noch angepasst oder geschrieben werden musste.
Beide Firmen versuchten angestrengt, eine deutliche Führung zu erringen. Im Allgemeinen galten die Intel-CPUs zu dieser Zeit als überlegen bei Gleitkomma-Berechnungen, während der K6-III bei Integer-Berechnungen als schneller galt. Da Gleitkommaberechnungen in üblichen Anwendungen (Office, Spiele) damals nur selten verwendet wurden, hatte man sich beim Entwurf der FPU des K6 für eine langsamere Lösung entschieden, die aber einen geringeren Platzbedarf auf dem Die hatte. Darunter litt die FPU-Performance, was den Pentium III bei wissenschaftlichen Berechnungen zur besseren Wahl machte.
Mit der Einführung des Athlon wurde der K6-III zum Auslaufmodell. Einerseits war er nicht mehr das AMD-Spitzenmodell, andererseits beanspruchte seine Herstellung erhebliche Ressourcen: Mit 21,3 Millionen Transistoren war seine Herstellung beinahe so teuer wie die eines Athlons mit 22 Millionen. Daher fuhr AMD die Fertigungskapazitäten für den K6-III erheblich zurück. Der K6-III wurde zu einem schwer erhältlichen Produkt.
Endgültig eingestellt wurde er aber erst, als Intel den Coppermine vorstellte, eine verbesserte Pentium III-CPU, die einen „on-die“-Cache wie der Mendocino-Celeron und der K6-III aufwies. Zur gleichen Zeit wechselte Intel beim Herstellungsverfahren von 0,25 auf 0,18 µm, was mit großen Schwierigkeiten verbunden war und zu einer weltweiten Versorgungsknappheit mit Intel-CPUs für mehr als zwölf Monate führte. Zu dieser Zeit begannen einige Hersteller, die bisher nur Intel-CPUs verbaut hatten, damit, Athlon-Systeme zu bauen, was die Fertigungskapazitäten von AMD auslastete. AMD war somit gezwungen, den K6-III endgültig einzustellen.

## K6-2+ und K6-III+

Logo des AMD K6-III+ Prozessors

Am Ende der weltweiten CPU-Knappheit entwickelte AMD noch überarbeitete Versionen der K6-Familie: den K6-2+ und den K6-III+. Im Wesentlichen sind beide Prozessoren Varianten des K6-III (der K6-2+ mit 128 KiB Cache, der K6-III+ mit den vollen 256 KiB Cache), hergestellt in einem neuen Produktionsverfahren (0,18 µm Strukturgröße) und erweitert um „Extended 3DNow!“ und „PowerNow!“ CPU-Instruktionen. Obwohl sie eigentlich für Notebooks gedacht waren, wurden sie auch in Desktop-Computern verbaut. Im Handel waren diese CPUs aber nur schwer erhältlich, da AMD sie vorwiegend an Systemintegratoren und OEMs auslieferte. AMDs Marketing konzentrierte sich weiterhin auf den Athlon, weshalb diese beiden CPUs vorwiegend bei Experten und Insidern bekannt waren, insbesondere bei Overclockern. Beliebte CPUs waren beispielsweise der K6-III+/450, der sich häufig bis auf 600 MHz übertakten lässt, sowie der K6-2+/550 und der K6-2+/570, die sich fast immer auf 600 MHz übertakten lassen, wobei für die Übertaktung der Multiplikator auf 6× bzw. 2×, was diese Prozessoren als 6× interpretieren, und der FSB-Takt auf 100 MHz eingestellt werden.

### Leistung
Rückblickend gesehen waren der K6 und dessen Derivate in Sachen Performance ein zweischneidiges Schwert für AMD. Aufgrund seiner langsamen (weil ohne Pipeline ausgeführten) Gleitkommaeinheit hat der K6 gegen seine direkten Konkurrenten, die Intel-Prozessoren Pentium MMX und Pentium II, bei FPU-lastigen Anwendungen wie etwa den damals aufkommenden 3D-Spielen keine Chance. Dazu kam, dass der Pentium II auf schnellen L2-Cache direkt auf dem Prozessormodul zurückgreifen konnte, während die Prozessoren der K6- und K6-2-Reihe nach wie vor den L2-Cache des (Super-)Sockel-7-Mainboards benutzten. Dieser Bandbreitennachteil machte den AMD-CPUs zu schaffen, erst der K6-III und die mobilen Varianten K6-2+ und K6-III+ liefen am Ende der K6-Ära dank auf dem Die integriertem Level-2-Cache zur Höchstform auf. Diese zeigen deutlich die Vorzüge der K6-Architektur: Eine schnelle Integer-Einheit mit sehr kurzer Pipeline, eine intelligente Branch Prediction Unit und ein für damalige Verhältnisse sehr großer Translation Lookaside Buffer verliehen ihr eine hohe Effizienz (Instructions per cycle). In einem Test gegen die Nachfolge-Architektur K7 bei gleicher Taktfrequenz ging der K6-2+ in vielen integerlastigen Benchmarks als Sieger hervor. Doch während die lediglich sechsstufige Integer-Pipeline das K6-Design weitestgehend unabhängig von Softwareoptimierungen machte, begrenzte dieses Low-Latency-Design andererseits maßgeblich die maximale Taktfrequenz: Die K6-Architektur erreichte bei 570 MHz ihr Maximum, wobei 600 MHz (6× 100 MHz FSB-Takt) technisch möglich gewesen wären. Das Nachfolge-Design K7 hingegen skalierte über die Jahre bis 2,333 GHz.

## Modelldaten

### K6-III(-P) „Sharptooth“ (K6-3D+)
CPU für das Desktop- und Mobile-Segment.
- K6-III: Desktop-CPU
- K6-III-P: CPU für mobile Geräte

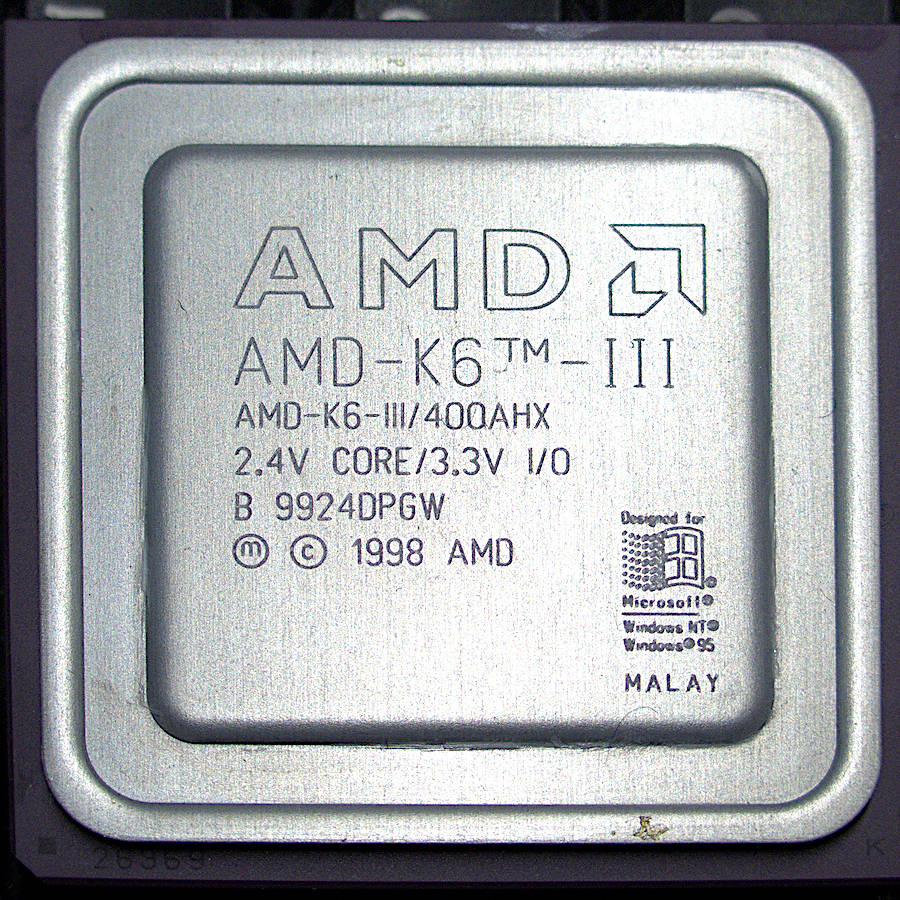
AMD K6-III/400AHX

- CPU ID: AuthenticAMD Family 5 Model 9
- L1-Cache: 32 + 32 KiB (Daten + Instruktionen)
- L2-Cache: 256 KiB mit CPU-Takt
- MMX, 3DNow
- Super Sockel 7
- Front Side Bus: 100 MHz
- Betriebsspannung (VCore): 2,0 – 2,4 V
- Leistungsaufnahme: 18,10 – 29,50 W
- Erscheinungsdatum: 22. Februar 1999
- Fertigungstechnik: 0,25 µm
- Die-Größe: 118 mm² bei 21,3 Millionen Transistoren
- Taktraten
  - K6-III: 400 und 450 MHz
  - K6-III-P: 333, 350, 366, 380, 400, 433, 450 und 475 MHz

Anmerkung: Die 333-MHz- und die 475-MHz-Versionen des K6-III-P sind undokumentiert.

### K6-2+

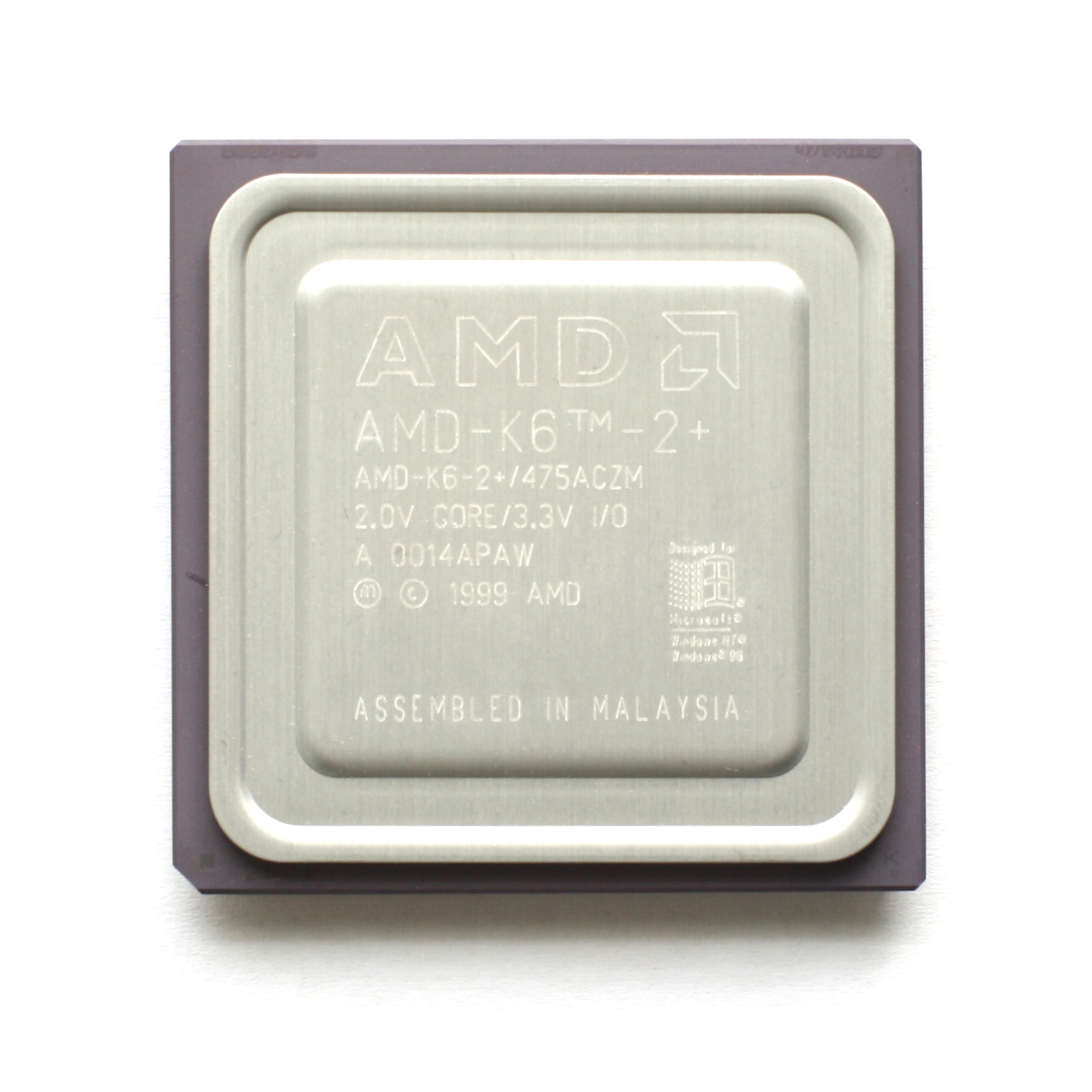
AMD K6-2+.

- CPU ID: AuthenticAMD Family 5 Model 13
- L1-Cache: 32 + 32 KiB (Daten + Instruktionen)
- L2-Cache: 128 KiB mit CPU-Takt
- MMX, Extended 3DNow, PowerNow!
- Super Sockel 7
- Front Side Bus: 95 – 100 MHz
- Betriebsspannung (VCore): 2,0 V
- Erscheinungsdatum: 18. April 2000
- Die-Größe: 76 mm²[7]
- Fertigungstechnik: 0,18 µm
- Taktraten: 350, 400, 450, 475, 500, 533, 550 und 570 MHz

### K6-III+ und K6-IIIE+
CPU für das Mobile- und Embedded-Segment.

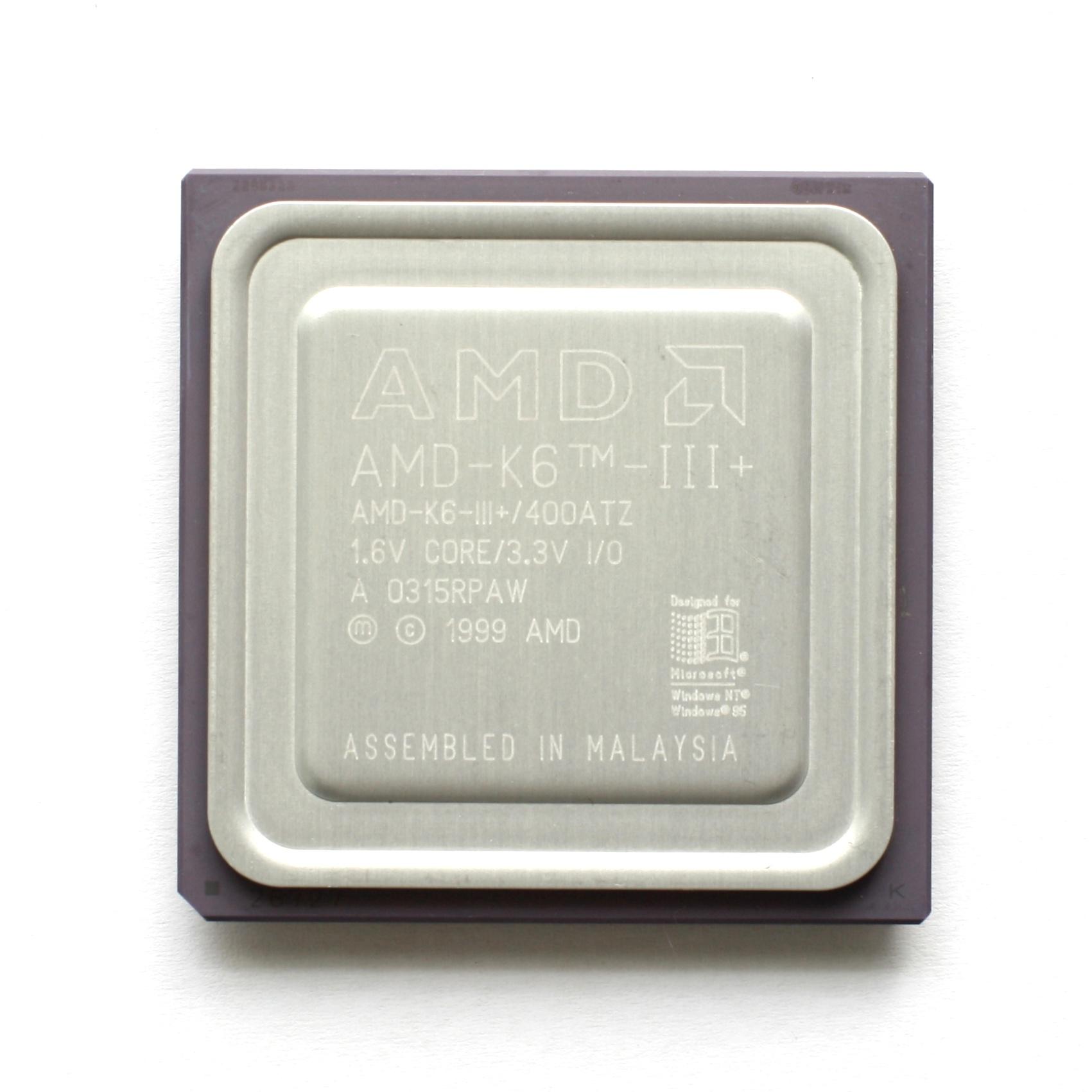
AMD K6-IIIE+.

- K6-III+: CPU für Notebooks u. a.
- K6-IIIE+: embedded CPU
- CPU ID: AuthenticAMD Family 5 Model 13
- L1-Cache: 32 + 32 KiB (Daten + Instruktionen)
- L2-Cache: 256 KiB mit CPU-Takt
- MMX, Extended 3DNow, PowerNow!
- Super Sockel 7
- Front Side Bus: 95 – 100 MHz
- Betriebsspannung (VCore)
  - K6-IIIE+: 1,6 V; 1,7 V; 1,8 V für „low voltage“-Modelle und 2,0 V für Standard-Typen
  - K6-III+: 2,0 V
- Erscheinungsdatum: 18. April 2000
- Die-Größe: 76 mm²[7]
- Fertigungstechnik: 0,18 µm
- Taktraten
  - K6-IIIE+: 400, 450, 500 MHz und 550 MHz
  - K6-III+: 400, 450, 475, 500 und undokumentierte 550 MHz